# Tarachodes sjostedti
Tarachodes sjostedti är en bönsyrseart som beskrevs av Werner 1907. Tarachodes sjostedti ingår i släktet Tarachodes och familjen Tarachodidae. Inga underarter finns listade i Catalogue of Life.